# هاس‌تتر (پنسیلوانیا)
هاس‌تتر (به انگلیسی: Hostetter) یک منطقهٔ مسکونی در ایالات متحده آمریکا است که در شهرستان وستمورلند، پنسیلوانیا واقع شده‌است. هاس‌تتر ۷۴۰ نفر جمعیت دارد.